# Зауэр, Иоахим
Иоахи́м За́уэр (нем. Joachim Sauer; род. 12 апреля 1949, Хозена, Бранденбург, ГДР) — немецкий квантовый химик. Профессор Берлинского университета имени Гумбольдта, член Леопольдины (2007), иностранный член Лондонского королевского общества (2018). Супруг бывшего Федерального канцлера Германии Ангелы Меркель.

## Научная карьера
В 1967—1972 годах Зауэр изучал химию в Берлинском университете имени Гумбольдта и получил степень доктора химических наук в 1974 году. Он продолжал исследовательскую деятельность в Берлинском университете до 1977 года, а затем перешёл на работу в Центральный институт физической химии в Берлине, один из ведущих научно-исследовательских институтов бывшей ГДР.
В течение краткого времени во время и после воссоединения Германии (1990—1991) занимал должность заместителя технического директора (катализа и сорбции) для BIOSYM Technologies, Сан-Диего, США (в настоящее время Accelrys). Он оставался советником BIOSYM до 2002 года.
В 1992 году он вступил в Общество Макса Планка как руководитель группы квантовой химии в Берлине. С 1993 года Иоахим Зауэр является профессором физической и теоретической химии в Берлинского университета имени Гумбольдта. Он является активным учёным исследования в квантовой химии и вычислительной химии. Его расчётные исследования позволили лучше понять структуры и деятельности некоторых катализаторов, например цеолитов, особенно при нанесении на их кислотные центры, а также для интерпретации спектров ЯМР твёрдого состояния ядра Si-29 и квадрупольных моментов ядер, таких как Na-23, Al-27 и О-17. Эксперты пророчат Зауэру Нобелевскую премию в своей научной области квантовой химии.
Член Берлинско-Бранденбургской академии наук (1995) и Европейской академии (2009).
Награды и отличия
- Johann-Gottlieb-Fichte-Preis[нем.] (1972)
- Friedrich-Wöhler-Preis[нем.] (1982)
- Премия по химии, Гёттингенская академия наук (1991)
- Премия Гумбольдта одноимённого фонда (1998)
- Медаль Либиха Немецкого химического общества (2010)
- Heilbronner-Hückel Lecture, Швейцарского и Немецкого химических обществ (2012)
- Почётный доктор, Университетский колледж Лондона (2014)

## Личная жизнь
От предыдущего брака Зауэр имеет двух сыновей, Даниэля и Адриана. 30 декабря 1998 года Зауэр женился на Ангеле Меркель (получившей также степень доктора в области физических наук), которая позже была избрана председателем Христианско-демократического союза и 22 ноября 2005 года стала первой женщиной-канцлером Германии.

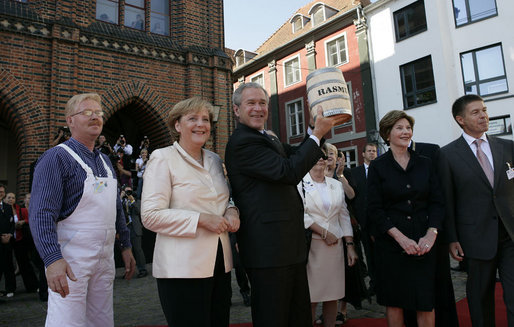
Зауэр (справа) с Ангелой Меркель, Джорджем Бушем — младшим и Лорой Буш

В связи с политической карьерой жены Зауэр приобрёл гораздо большую общественную известность, чем обычно для учёного-исследователя. Несколько раз он говорил, что не любит эту публичность.
Во время избирательной кампании 2005 года Иоахим Зауэр отказывался давать какие-либо интервью, не связанные с его научной работой. Он принял участие в Байройтском фестивале и весьма привлёк этим внимание. Профессор Зауэр известен как большой любитель музыки Вагнера.
Даже во время выборов его жены в бундестаг, её инаугурации, а затем и принятия присяги Зауэр не присутствовал, но следил за событиями по телевизору из химической лаборатории университета.